# 吉沢清次郎
吉沢 清次郎（よしざわ せいじろう、1893年2月6日 - 1978年4月2日）は、日本の外交官。 
長野県東筑摩郡松本町（現松本市）生まれ。旧制松本中学（長野県松本深志高等学校）、第一高等学校を経て、東京帝国大学法科大学経済学科（現・経済学部）を卒業後、1917年外務省に入省。1937年からアメリカ局長、1940年からカナダ特命全権公使に任じられた。1948年外務次官に就任、同年に退任、同じく1948年世界経済調査会理事長、1955年インド特命全権大使となる。1956年にはネパールとの外交関係樹立に伴いネパール大使を兼任。原子力委員会参与、日加協会会長などを歴任した。

## 著作
- 『ラジェンドラ・プラサド　インド共和国初代大統領』新樹社、1958年。著作
- ディーン・アチソン『アチソン回顧録』全2巻、恒文社、1979年。訳書
- 『現代史を語る5　吉沢清次郎　内政史研究会談話速記録』渡辺昭夫監修、現代史料出版、2008年

## 栄典
- 1940年（昭和15年）8月15日 - 紀元二千六百年祝典記念章[1]